# Amphiascus tenax
Amphiascus tenax is een eenoogkreeftjessoort uit de familie van de Miraciidae. De wetenschappelijke naam van de soort is voor het eerst geldig gepubliceerd in 1927 door Brian.